# Kuhara Fusanosuke

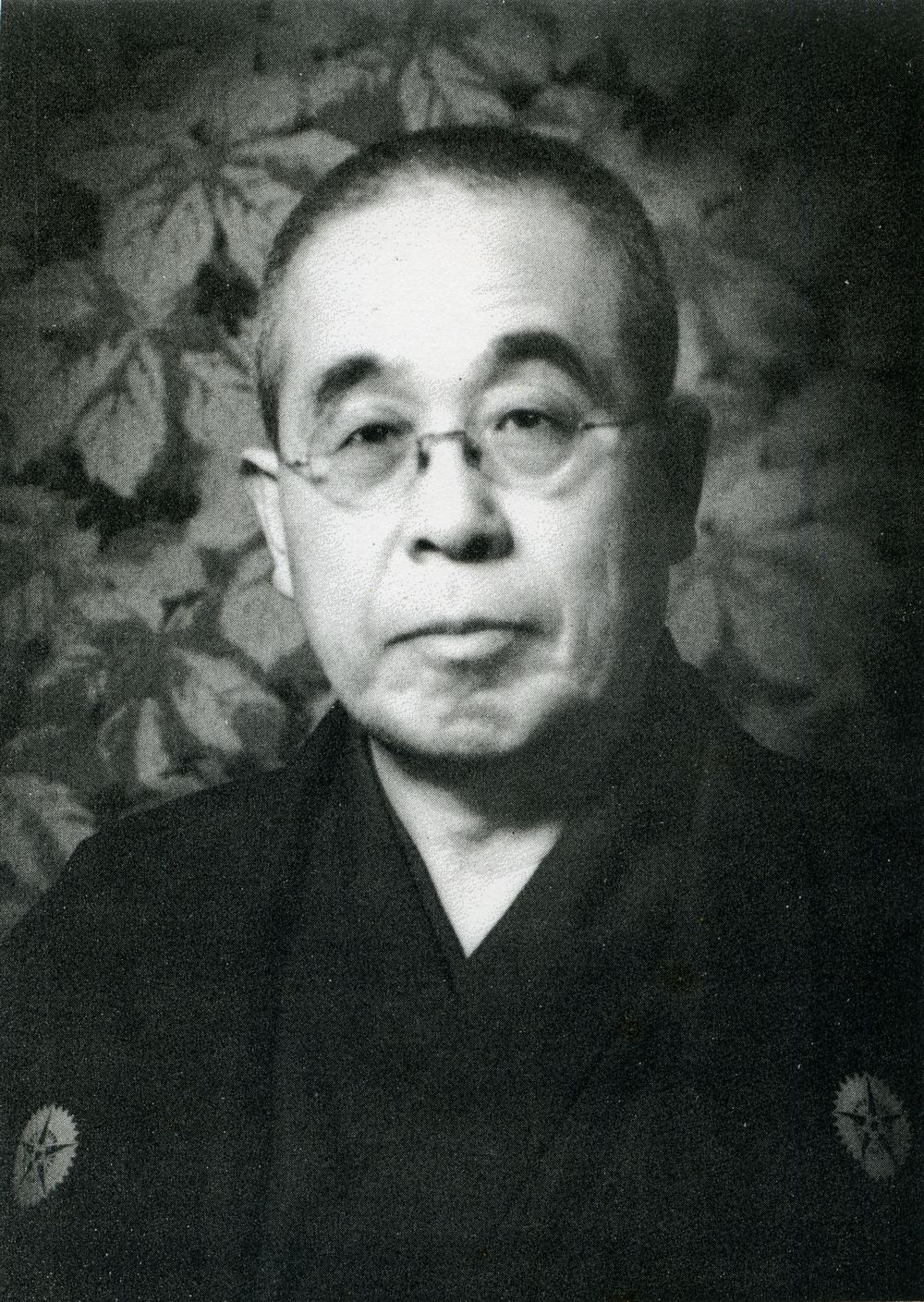
Kuhara Fusanosuke

Kuhara Fusanosuke (japanisch 久原 房之助; geboren 12. Juli 1868 in Hagi (Präfektur Yamaguchi); gestorben 29. Januar 1965 in Tokio) war ein japanischer Unternehmer und Politiker.

## Leben und Wirken

### Als Unternehmer

Liao Chengzhi (2. von links) mit Mao Zedong, Zhou Enlai und Kuhara in Zhongnanhai, 1955

Kuhara Fusanosuke absolvierte die Keiō Gijuku (jetzt Keiō-Universität) und schloss sich dem Unternehmen Morimura-gumi (森村組) an. 1891 trat er dem Bergbauunternehmen Fujita-Gumi (藤田組) bei. 1903 verließ Kuhara das Unternehmen, kaufte 1905 die Akazawa-Kupfermine (赤沢鉱山) und gründete damit das Bergbauunternehmen Hitachi Kōzan (日立鉱山). Er erwarb dann weitere Kupferminen, gründete 1912 die Kuhara Mining Company und profitierte stark vom Kupferboom des Ersten Weltkriegs. So investierte er in eine Vielzahl von Unternehmen, darunter Öl, Düngemittelproduktion, Seetransport und Schiffbau. Seine Kuhara Mining Company wurde schließlich zum größten der neueren „Zaibatsu“ (Finanzkombinate), die in den 1920er und 1930er Jahren gegründet wurden.
Die Finanzkrise der 1920er Jahre verlangsamte jedoch das Unternehmenswachstum. Kuhara erkrankte und übertrug nach Genesung 1928 die Unternehmensleitung seinem Schwager Aikawa Yoshizuke (鮎川 義介; 1880–1967). Dieser organisierte den Konzern neu als „Nihon Sangyō“ (日本産業), kurz „Nissan“. Noch heute weist die Automobilmarke Nissan auf diese Vergangenheit hin.

### Als Politiker
Kuhara wandte sich nun der Politik zu. So war er maßgeblich an der weiteren Entwicklung der Partei Rikken Seiyūkai beteiligt. Von 1928 bis 1936 wurde er viermal nacheinander – es waren kurze Regierungsperioden – in das Unterhaus des Reichstags gewählt. 1928 wurde er zum Kommunikationsminister im Kabinett Tanaka Giichi ernannt. Kuhara unterstützte nachdrücklich die Bewegung von 1931 zur Bildung einer Koalitionsregierung mit der rivalisierenden Rikken-Minseitō-Partei. Auf der außerordentlichen Hauptversammlung des Seiyukai wurde er zum 8. Präsidenten ernannt, übernahm sein Amt und kündigte sechs wichtige Richtlinien an. Es kam zu einer Auflösung von politischen Freundschaften, er war nun Sprecher der orthodoxen Richtung der Partei. Er befürwortete erneut die Auflösungstheorie der politischen Parteien und der Nationalversammlung und verkündete am 2. Juli 1940 seine Vorstellung von „Ein-Land-eine-Partei“  (一国一党論; Ikkoku ittō-ron).
Später gründete Kuhara die „Liga des ehrenwerten Heiligen Krieges“ (聖戦貫徹議員連盟, Seisen kantetsu giin remmei). Hinter der Regierung wirkte er als „Graue Eminenz“.
Nach Ende des Pazifikkriegs wurde Kuhara wurde von den Besatzungsbehörden von politischer Tätigkeit ausgeschlossen. Ab 1952 konnte er sich aber wieder frei betätigen und wurde in demselben Jahr noch einmal ins Unterhaus gewählt. So nahm er 1955 an Verhandlungen zur Wiederaufnahme der Beziehungen zu China teil.
Kuhara starb im Alter von fast 97 Jahren in seiner Villa in Tokio, die später das Zentrum des vornehmen Restaurants „Happōen“ (八芳園) wurde.